# Owen Forbes Phillips
Owen Forbes Phillips, avstralski general, * 9. junij 1882, † 15. maj 1966.